# 1 Undershaft
1 Undershaft, informalmente noto come The Trellis grazie alla sua controventatura esterna, è un grattacielo progettato per il distretto finanziario della City di Londra che è stato approvato nel novembre 2016. Lo schema è stato sviluppato da Aroland Holdings e progettato da Eric Parry Architects. È destinato a sostituire la torre di Sant'Elena e, una volta completato, diventerà il secondo grattacielo più alto di Londra e del Regno Unito.
L'edificio è il secondo progetto per un grattacielo a 1 Undershaft, sostituendo una precedente proposta degli architetti Avery Associates. Vengono inoltre riviste le planimetrie approvate, riducendo l'altezza della torre. La costruzione non può iniziare fino a diversi anni dopo la data di approvazione.

## Sfondo

### Proposta originale
Nel gennaio 2015, sono emersi i primi progetti di un edificio per uffici in sostituzione della torre di Sant'Elena a Undershaft all'interno dello Square Mile di Londra. La proposta, denominata 1 Undershaft, è stata progettata da Avery Associates che ha iniziato a lavorare allo schema in collaborazione con l'allora proprietario del sito Simon Halabi nel 2010. Alto 270 metri sarebbe il terzo edificio più alto di Londra e del Regno Unito dopo The Shard e 22 Bishopsgate.

### Nuova proposta
Nel luglio 2015, sono stati riportati i dettagli di uno schema rivisto dai nuovi proprietari del sito, Aroland Holdings. Il progetto era per un grattacielo di 304 metri progettato da Eric Parry Architects. Secondo alcune fonti, il disegno potrebbe essere "modellato sull'ago di Cleopatra".
Nel dicembre 2015 è stato presentato il nuovo progetto per una torre di 294,6 metri e con 73 piani. Soggetto al permesso di costruzione, una volta completato, sarà destinato a diventare l'edificio più alto dello Square Mile e il secondo edificio più alto di Londra e del Regno Unito dopo The Shard. Nell'autunno 2015 si è svolta una consultazione. L'8 febbraio 2016 è stata presentata una domanda di costruzione, con una decisione prevista per settembre 2016.
Tuttavia, lo sviluppatore ha presentato una domanda di costruzione rivista che ha ridotto l'altezza proposta a 290 metri, a causa di possibili interferenze con le traiettorie di volo del vicino London City Airport. Ogni piano è stato ridotto in altezza di 5 cm e le profondità delle travi del pavimento strutturale sono state modificate. Inoltre, il livello del soffitto è stato diminuito. Nonostante la sua riduzione in altezza, sarà ancora il secondo edificio più alto di Londra e del Regno Unito una volta completato.

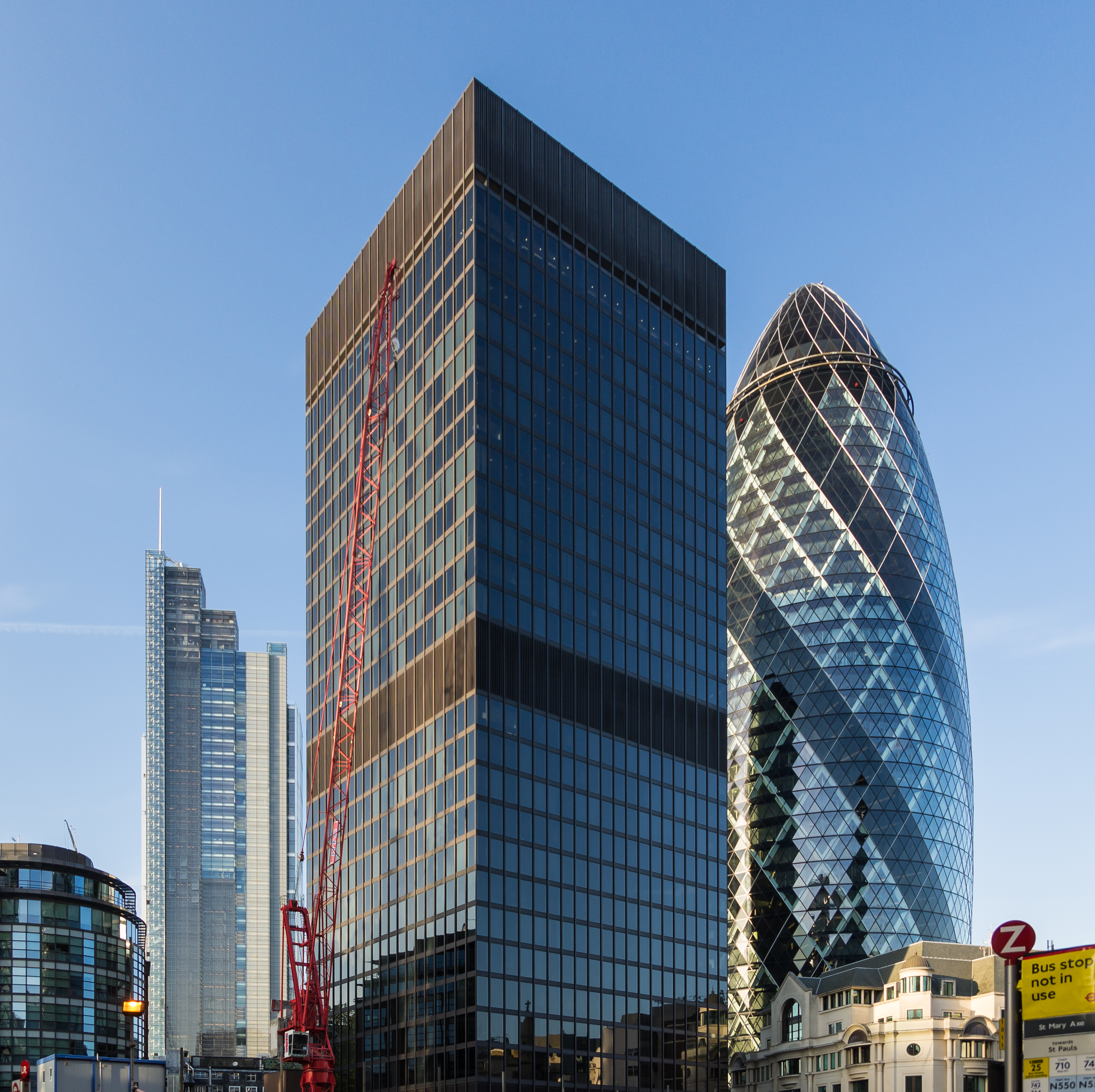
1 Undershaft sostituirebbe la torre di Sant'Elena, nella foto sopra

A seguito di una raccomandazione per l'approvazione da parte dei responsabili dell'urbanistica, il progetto è stato approvato dalla City of London Corporation il 28 novembre 2016, con 19 voti a favore e due contrari ed è passato all'approvazione finale del sindaco di Londra, Sadiq Khan, il 12 dicembre 2016. La data di inizio della costruzione non è stata ancora decisa, ma i lavori di costruzione dovrebbero essere completati tra sei e dieci anni dalla data di approvazione. La demolizione dell'edificio di Sant'Elena dovrebbe durare 18 mesi e la costruzione di 1 Undershaft durerà dai tre ai quattro anni.

### Design
Il grattacielo proposto è di forma rettangolare e si assottiglia leggermente man mano che si alza. Lo sviluppatore Aroland Holdings originariamente voleva che 1 Undershaft fosse più alto. Tuttavia, l'altezza è stata limitata dall'Autorità per l'aviazione civile (CAA) per evitare interferenze con le traiettorie di volo. Inoltre, la corona dell'edificio, che doveva assomigliare all'ago di Cleopatra, non è stata accettata, dai pianificatori urbani, che volevano "una parte superiore meno dimostrativa. Non volevano una forma palese".
La torre è progettata per essere costruita a 10,5 metri da terra per creare uno spazio pubblico al di sotto dell'edificio. Per questo motivo il nucleo dovrà essere posizionato a lato della torre. Di conseguenza, sarà richiesto un rinforzo trasversale esterno in bronzo a forma di diamante, che darà all'edificio il soprannome di The Trellis.
Anche una piazza pubblica fa parte dello schema proposto con 2178 m2 di spazio commerciale sotto il livello del suolo. La parte superiore del grattacielo è destinata ad avere la galleria di osservazione più alta di Londra con l'accesso gratuito del pubblico (che potrebbe includere un museo gestito dal Museum of London), e un ristorante.